# Austropenaeus nitidus
Austropenaeus nitidus är en kräftdjursart som först beskrevs av Barnard 1947.  Austropenaeus nitidus ingår i släktet Austropenaeus och familjen Aristeidae. Inga underarter finns listade i Catalogue of Life.